# Francesco Pizzi
Francesco Raffaele Pizzi (Roma, Italia; 12 de noviembre de 2004) es un piloto de automovilismo italiano. Actualmente compite en el Campeonato USF Pro 2000 y en la IMSA SportsCar Championship.
Fue campeón del Campeonato de EAU de Fórmula 4 en 2020 con el equipo Xcel Motorsport.

## Carrera

### Inicios
En 2013, a los 8 años, Pizzi obtuvo su primera victoria bajo la lluvia en la carrera 2 en Lonato del campeonato italiano de fórmula 60. Pizzi hizo su debut internacional en karting en la Final Internacional Mini ROK en 2014, donde terminó noveno. 
Corrió en la clase 60 Mini durante tres años, ganó la Copa de Invierno de South Garda en 2016 y se convirtió en subcampeón de la WSK Super Master Series y la WSK Champions Cup, respectivamente, ese mismo año.
Tras eso, el italiano pasó a conducir en la categoría OKJ, quedando tercero en el Campeonato italiano en 2017. Pizzi compitió en karts hasta 2019.

### Fórmula 3
En 2022, Pizzi avanzó al Campeonato de Fórmula 3 de la FIA, junto con László Tóth y Ayrton Simmons en Charouz Racing System. Pizzi anotó sus primeros y únicos puntos del año, habiendo terminado en décimo lugar durante la carrera de sprint de Imola.
En Spa-Francorchamps, Pizzi se clasificó en un sorprendente tercer lugar. Durante la carrera principal, Pizzi fue empujado por un costado, y luego Kush Maini lo hizo girar, lo que lo dejó caer hacia atrás y dejó a Pizzi en el puesto 21.
En general, Pizzi fue el único piloto en Charouz que anotó un punto para el equipo ese año, después de haber logrado su único resultado entre los 10 primeros en Imola, habiendo terminado 27 en la clasificación, el último piloto clasificado en haber anotado puntos.
Al final de la temporada 2022, Pizzi participó en las pruebas de postemporada con Campos Racing durante el primer y último día respectivamente.

### Campeonato USF Pro 2000
A fines de octubre de 2022, Pizzi participó en una prueba del Campeonato USF Pro 2000 en el Indianapolis Motor Speedway con Jay Howard Driver Development. Tras esa prueba, a principios de enero del año siguiente, Pizzi confirmó que dejaría la Fórmula 3 y se uniría al Campeonato USF Pro 2000 para el 2023 con TJ Speed Motorsports.
Pizzi debutó en San Petersburgo logrando dos salidas en primera fila, una pole position y una vuelta rápida en su primera vez conduciendo el complicado circuito urbano. No pudo terminar en el podio en ninguna de las carreras y obtuvo un cuarto y un quinto lugar.

## Resumen de carrera
| Temporada | Categoría                              | Equipo                | Carreras | Victorias | Poles | VR | Podios | Puntos | Pos. |
| --------- | -------------------------------------- | --------------------- | -------- | --------- | ----- | -- | ------ | ------ | ---- |
| 2020      | Campeonato de EAU de Fórmula 4         | Xcel Motorsport       | 19       | 8         | 3     | 5  | 10     | 300    | 1.º  |
| 2020      | Campeonato de Italia de Fórmula 4      | Van Amersfoort Racing | 20       | 3         | 1     | 2  | 7      | 208    | 2.º  |
| 2020      | ADAC Fórmula 4                         | Van Amersfoort Racing | 9        | 0         | 0     | 0  | 0      | 54     | 11.º |
| 2021      | Campeonato de Fórmula Regional Europea | Van Amersfoort Racing | 20       | 0         | 0     | 0  | 0      | 12     | 20.º |
| 2022      | Campeonato de Fórmula 3 de la FIA      | Charouz Racing System | 18       | 0         | 0     | 0  | 0      | 1      | 27.º |
| 2023      | Campeonato USF Pro 2000                | TJ Speed Motorsports  | 18       | 0         | 1     | 2  | 1      | 259    | 6.º  |
| 2023      | IMSA SportsCar Championship - LMP2     | Proton Competition    | 1        | 1         | 0     | 0  | 1      | 0      | NC   |
| 2023      | Indy NXT                               | Abel Motorsport       | 4        | 0         | 0     | 0  | 0      | 55     | 24.º |
| 2024      | Campeonato USF Pro 2000                | TJ Speed Motorsports  | 1        | 0         | 0     | 0  | 0      | 5      | 32.º |
| Fuente:   |                                        |                       |          |           |       |    |        |        |      |

## Resultados

### Campeonato de Fórmula Regional Europea
(Clave) (negrita indica pole position) (cursiva indica vuelta rápida puntuable)

| Año  | Equipo                | 1   | 1   | 2   | 2   | 3   | 3   | 4   | 4   | 5   | 5   | 6   | 6   | 7   | 7   | 8   | 8   | 9   | 9   | 10  | 10  | Pos. | Puntos |
| ---- | --------------------- | --- | --- | --- | --- | --- | --- | --- | --- | --- | --- | --- | --- | --- | --- | --- | --- | --- | --- | --- | --- | ---- | ------ |
| 2021 | Van Amersfoort Racing | IMO | IMO | BAR | BAR | MON | MON | LEC | LEC | ZAN | ZAN | SPA | SPA | SPI | SPI | VAL | VAL | MUG | MUG | MNZ | MNZ | 20.º | 12     |
| 2021 | Van Amersfoort Racing | 18  | 17  | 21  | 15  | 15  | 12  | 20  | 32† | 13  | 5   | 13  | 16  | 22  | 9   | 18  | 16  | 18  | 17  | 12  | 16  | 20.º | 12     |

### Campeonato de Fórmula 3 de la FIA
(Clave) (negrita indica pole position) (cursiva indica vuelta rápida puntuable)

| Año  | Escudería             | 1   | 1   | 2   | 2   | 3   | 3   | 4   | 4   | 5   | 5   | 6   | 6   | 7   | 7   | 8   | 8   | 9   | 9   | Pos. | Puntos | Ref.   |
| ---- | --------------------- | --- | --- | --- | --- | --- | --- | --- | --- | --- | --- | --- | --- | --- | --- | --- | --- | --- | --- | ---- | ------ | ------ |
| 2022 | Charouz Racing System | SAK | SAK | IMO | IMO | BAR | BAR | SIL | SIL | SPI | SPI | BUD | BUD | SPA | SPA | ZAN | ZAN | MNZ | MNZ | 27.º | 1      | [ 15 ] |
| 2022 | Charouz Racing System | 19  | Ret | 10  | Ret | 24  | 17  | 24  | 14  | 15  | 24  | 21  | 27  | 19  | 21  | 16  | 18  | 17  | 16  | 27.º | 1      | [ 15 ] |

### Campeonato USF Pro 2000
(Clave) (negrita indica pole position) (cursiva indica vuelta rápida puntuable)

| Año   | Equipo               | 1     | 2     | 3     | 4     | 5      | 6     | 7     | 8   | 9   | 10  | 11  | 12  | 13  | 14  | 15  | 16  | 17  | 18  | Pos. | Puntos |
| ----- | -------------------- | ----- | ----- | ----- | ----- | ------ | ----- | ----- | --- | --- | --- | --- | --- | --- | --- | --- | --- | --- | --- | ---- | ------ |
| 2023* | TJ Speed Motorsports | STP 4 | STP 5 | SEB 3 | SEB 7 | IMS 11 | IMS 7 | IRP 4 | ROA | ROA | MOH | MOH | TOR | TOR | COA | COA | POR | POR | POR | 3.º* | 128*   |

- * Temporada en progreso.